# علي إبراهيم العبد الله
علي إبراهيم العبد الله (1886 – 1957) سياسي ونائب لبناني سابق.

## ولادته ونشأته
- ولد في بلدة الخيام الجنوبية في العام 1886 ميلادي، وقد كان والده الحاج إبراهيم العبد الله وجيها ومستنطقا (محقق) في مرجعيون في أواخر العهد العثماني.[1]
- تلقى علومه في كتاتيب البلدة وعلى شيوخها ولم يدخل إلى المدارس النظامية.
- انصرف إلى إدارة أملاك واسعة ورثها عن والده وانتحب رئيسا لبلدية الخيام في العام 1935 ميلادي، في ظل الإنتداب الفرنسي على لبنان، وكان لقبه علي أفندي.

## في النيابة
- انتخب نائبا في العام 1937 ميلادي عن الجنوب وذلك في زمن الانتداب الفرنسي على لبنان.
- أعيد انتخابة في العام 1943 ميلادي بعد نيل الاستقلال.

## أسرته
تزوج ثلاث زيجات، وأنجب 14 ولدا بين ذكر وانثى.

## وفاته
توفي في 24 أيلول سنة 1957 ميلادي.